# Sci-Fi Lullabies
Sci-Fi Lullabies — двойной альбом Suede, сборник би-сайдов. Выпущен звукозаписывающей компанией «Nude Records» в 1997 году.

## Об альбоме
Sci-Fi Lullabies достиг 10-го места в национальном хит-параде. Впрочем, это не стало неожиданностью: Suede всегда ответственно относились к сочинению дополнений к заглавным песням синглов, и, в отличие от большинства артистов, на би-сайды не включали откровенно проходные композиции. Первый диск включает в себя песни, записанные с Батлером, второй — уже без него.

## Список композиций

### Первый диск
1. «My Insatiable One» (2:57)
2. «To the Birds» (5:24)
3. «Where the Pigs Don’t Fly» (5:33)
4. «He’s Dead» (5:13)
5. «The Big Time» (4:28)
6. «High Rising» (5:49)
7. «The Living Dead» (2:48)
8. «My Dark Star» (4:26)
9. «Killing of a Flash Boy» (4:07)
10. «Whipsnade» (4:22)
11. «Modern Boys» (4:07)
12. «Together» (4:29)
13. «Bentswood Boys» (3:15)
14. «Europe Is Our Playground» (5:39)

### Второй диск
1. «Every Monday Morning Comes» (4:28)
2. «Have You Ever Been This Low?» (3:52)
3. «Another No One» (3:56)
4. «Young Men» (4:35)
5. «The Sound of the Streets» (4:59)
6. «Money» (4:04)
7. «W.S.D.» (5:46)
8. «This Time» (5:46)
9. «Jumble Sale Mums» (4:15)
10. «These Are the Sad Songs» (6:20)
11. «Sadie» (5:24)
12. «Graffiti Women» (4:51)
13. «Duchess» (3:55)